# Acmispon micranthus
Acmispon micranthus là một loài thực vật có hoa trong họ Đậu. Loài này được (Torr. & A. Gray) Brouillet mô tả khoa học đầu tiên năm 2008.